# Prédication de saint Bernardin (Beccafumi, Louvre)
La Prédication de saint Bernardin est une peinture à l'huile de  Domenico Beccafumi datant de 1537, conservée au Musée du Louvre de Paris (France).

## Histoire
Bernardin de Sienne, franciscain prédicateur réputé pour ses prêches, exhibant le monogramme du Christ, est le sujet de cet élément de prédelle d'un retable commandé en 1537 pour l'oratoire San Bernardino de Sienne.
Le retable dispersé, cet élément fut acquis par le musée du Louvre en 1966.

## Sujet
Saint Bernardin est connu (et été accusé d'idolâtrie pour cela) pour avoir prêché, particulièrement à Sienne (en 1425 ou 1427) en favorisant la ferveur populaire en exhibant le monogramme du Christ «  IHS  » peint sur une tablette (qu'il fit même reproduire par un artisan pour être vendue).
Il est donc reconnaissable par cet attribut et autant par son profil caractéristique (premier saint au portrait fidèle), tout du moins pendant plus d'un siècle après sa mort, un profil probablement inspiré par son masque mortuaire.

## Description
Saint Bernardin est montré prêchant, en haut d'une estrade temporaire, en bois, dressé devant la façade d'un palais donnant sur une place de Sienne. Son profil est indistinct, sombre placé dans l'ombre. On distingue plus facilement la tablette qu'il exhibait.
Une assemblée bien éclairée, composée de personnes, adultes et enfants,  debout ou assises sur deux bancs lui fait face ; une chaise vide occupe le centre de la composition.
Une ouverture dans le palais laisse voir un couloir ou une ruelle éclairé comprenant plusieurs silhouettes humaines distantes.